# 費尼希斯和湯姆

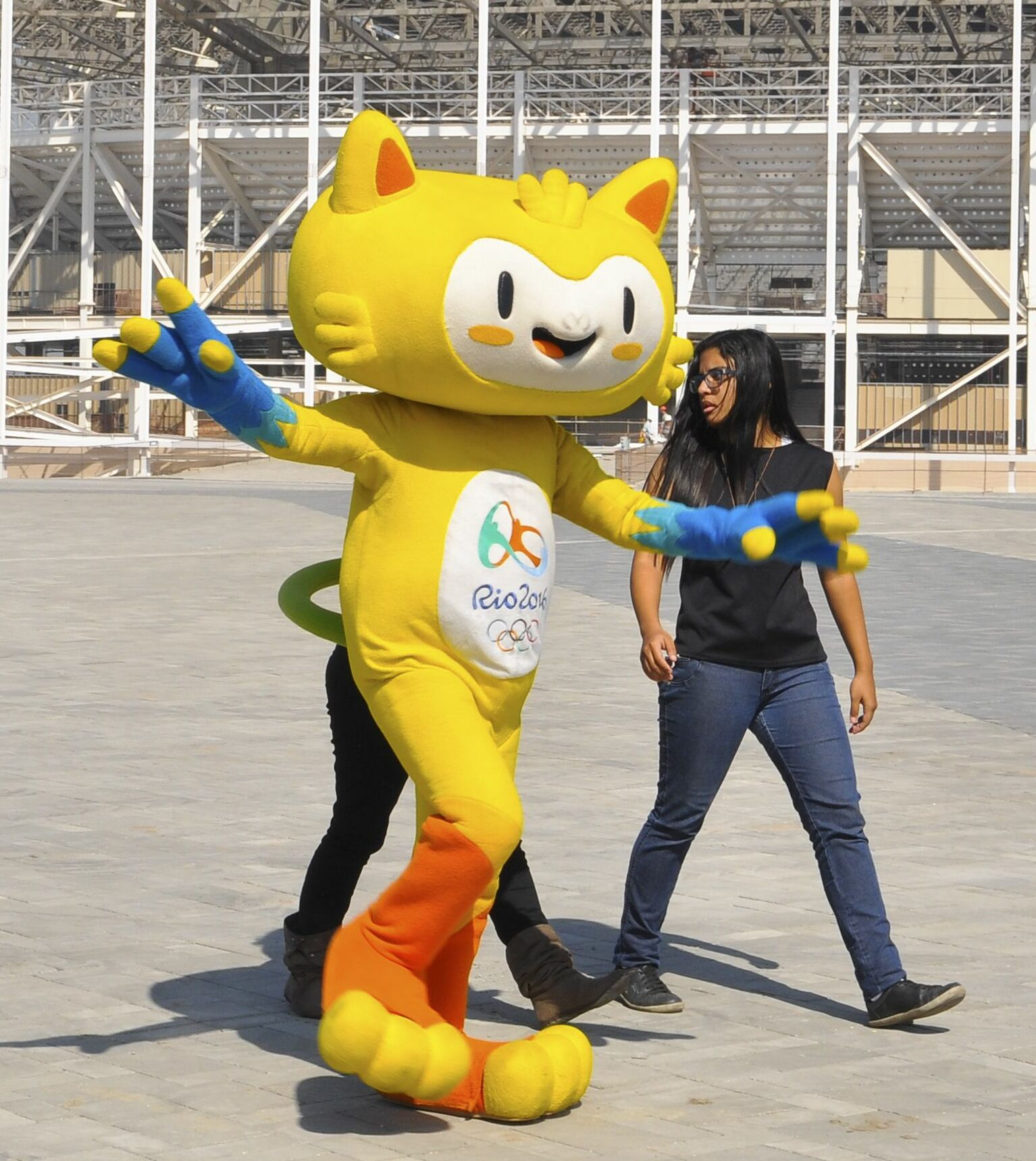
費尼希斯

費尼希斯和湯姆（Vinicius and Tom）是2016年夏季奧林匹克運動會與帕拉林匹克運動會的官方吉祥物。2014年11月24日，尚未被命名的吉祥物正式發表，名字則交由大眾投票決定。2014年12月14日，投票結果出爐，費尼西斯和湯姆獲得了323,327票，擊敗了另外兩組名字而獲選。另外兩組分別是歐巴和艾巴（Oba and Eba）、提巴·圖奎和伊斯昆丁（Tiba Tuque and Esquindim）。它們被設定在里約確定舉辦運動會的喜悅當中誕生，品牌總監貝絲·魯拉（Beth Lula）則表示該吉祥物體現了巴西文化及人民的多樣性。
奧運會吉祥物「費尼希斯」的名稱來自巴西音樂家費尼希斯·迪·摩賴斯，它的設計中帶有哺乳動物的特點，象徵巴西的野生動物，例如貓的敏捷、猴子的搖擺、鳥的聲籟，此外它還可以隨心所欲伸展手臂和腿。帕運會吉祥物「湯姆」名字則源自另一名巴西音樂家湯姆·裘賓，它代表著巴西森林的植物能夠從頭上的葉子拔出任何東西。

## 外部連結
| 前任： 白熊、野兔、豹 | 奧林匹克運動會吉祥物 費尼希斯 2016年 | 繼任： 守護郎 |
| 前任： 光線、雪花     | 帕拉林匹克運動會吉祥物 湯姆 2016年   | 繼任： 半月熊 |